# Chicotte

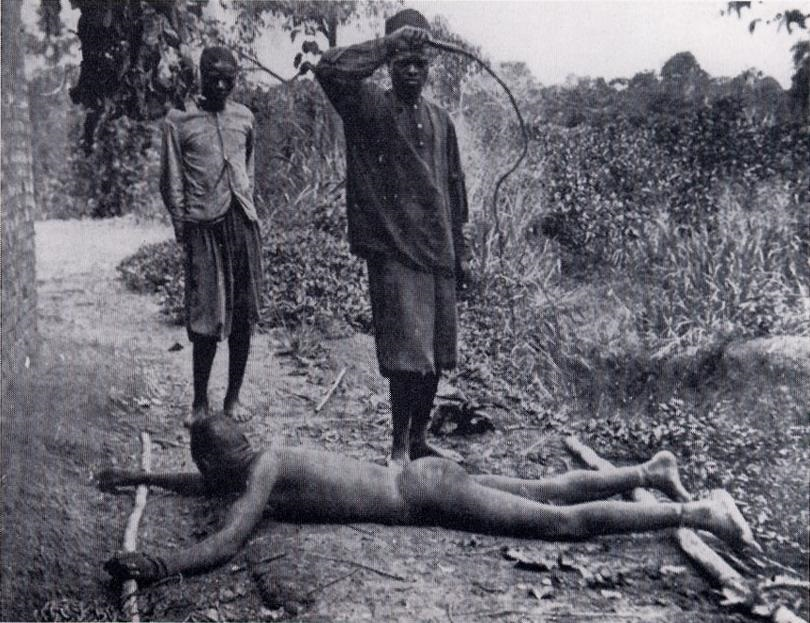
Biczowanie przy użyciu chicotte

Chicotte  – bat wykonany z wysuszonej skóry hipopotama, wyciętej w długą, ostro zakończoną spiralę, wykorzystywany przede wszystkim w Kongu Belgijskim do karania niewolników.